# Oelmühle (Schillingsfürst)
Oelmühle ([ˈøːlˌmyːlə] ) ist ein Gemeindeteil der Stadt Schillingsfürst im Landkreis Ansbach (Mittelfranken, Bayern). Oelmühle liegt in der Gemarkung Schillingsfürst.

## Geografie
Die Einöde liegt am Ölmühlgraben, einem linken Zufluss der Wörnitz. 1 km südöstlich erhebt sich der Vetschenberg (529 m ü. NHN). Eine Gemeindeverbindungsstraße führt nach Wittum (0,6 km südwestlich) bzw. zur Kreisstraße AN 35 (0,4 km östlich), die am Fischhaus vorbei nach Dombühl (3 km südlich) bzw. zur Staatsstraße 2246 bei Schillingsfürst verläuft (0,5 km nördlich).

## Geschichte
Mit dem Gemeindeedikt (frühes 19. Jahrhundert) wurde Oelmühle dem Steuerdistrikt und der Munizipalgemeinde Schillingsfürst zugeordnet.

## Einwohnerentwicklung
| Jahr      | 001818 | 001840 | 001871 | 001885 | 001900 | 001925 | 001950 | 001961 | 001970 | 001987 |
| Einwohner | 4      | 4      | 5      | 6      | *      | *      | *      | *      | 7      | 5      |
| Häuser    | 1      | 1      |        | 1      | *      | *      | *      | *      |        | 1      |
| Quelle    | [ 6 ]  | [ 7 ]  | [ 8 ]  | [ 9 ]  | [ 10 ] | [ 11 ] | [ 12 ] | [ 13 ] | [ 14 ] | [ 1 ]  |

## Religion
Der Ort ist evangelisch-lutherisch geprägt und bis heute nach St. Kilian (Schillingsfürst) gepfarrt. Die Einwohner römisch-katholischer Konfession sind nach Kreuzerhöhung (Schillingsfürst) gepfarrt.